# (5749) Urduja
(5749) Urduja es un asteroide perteneciente al cinturón de asteroides descubierto el 17 de marzo de 1991 por Eleanor F. Helin desde el Observatorio del Monte Palomar, Estados Unidos.

## Designación y nombre
Designado provisionalmente como 1991 FV. Debe su nombre a Urduja, una princesa guerrera filipina del XIV.

## Características orbitales
Urduja está situado a una distancia media del Sol de 3,006 ua, pudiendo alejarse hasta 3,238 ua y acercarse hasta 2,774 ua. Su excentricidad es 0,077 y la inclinación orbital 9,603 grados. Emplea 1904,03 días en completar una órbita alrededor del Sol.

## Características físicas
La magnitud absoluta de Urduja es 11,9. Tiene 12,751 km de diámetro y su albedo se estima en 0,227. 